# Trang phục dân gian của Podhale

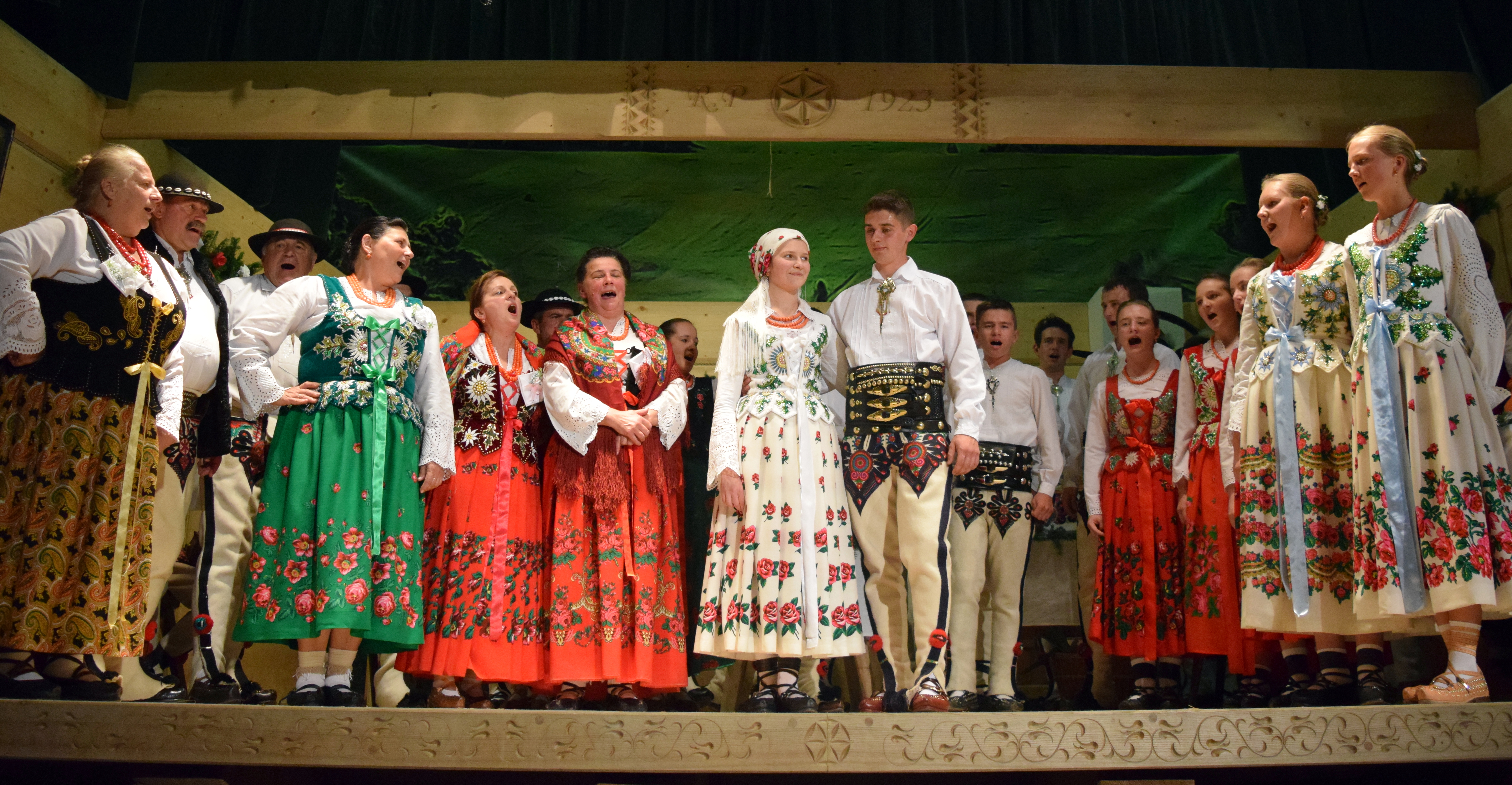
Trang phục cưới truyền thống của người cao nguyên Podhale

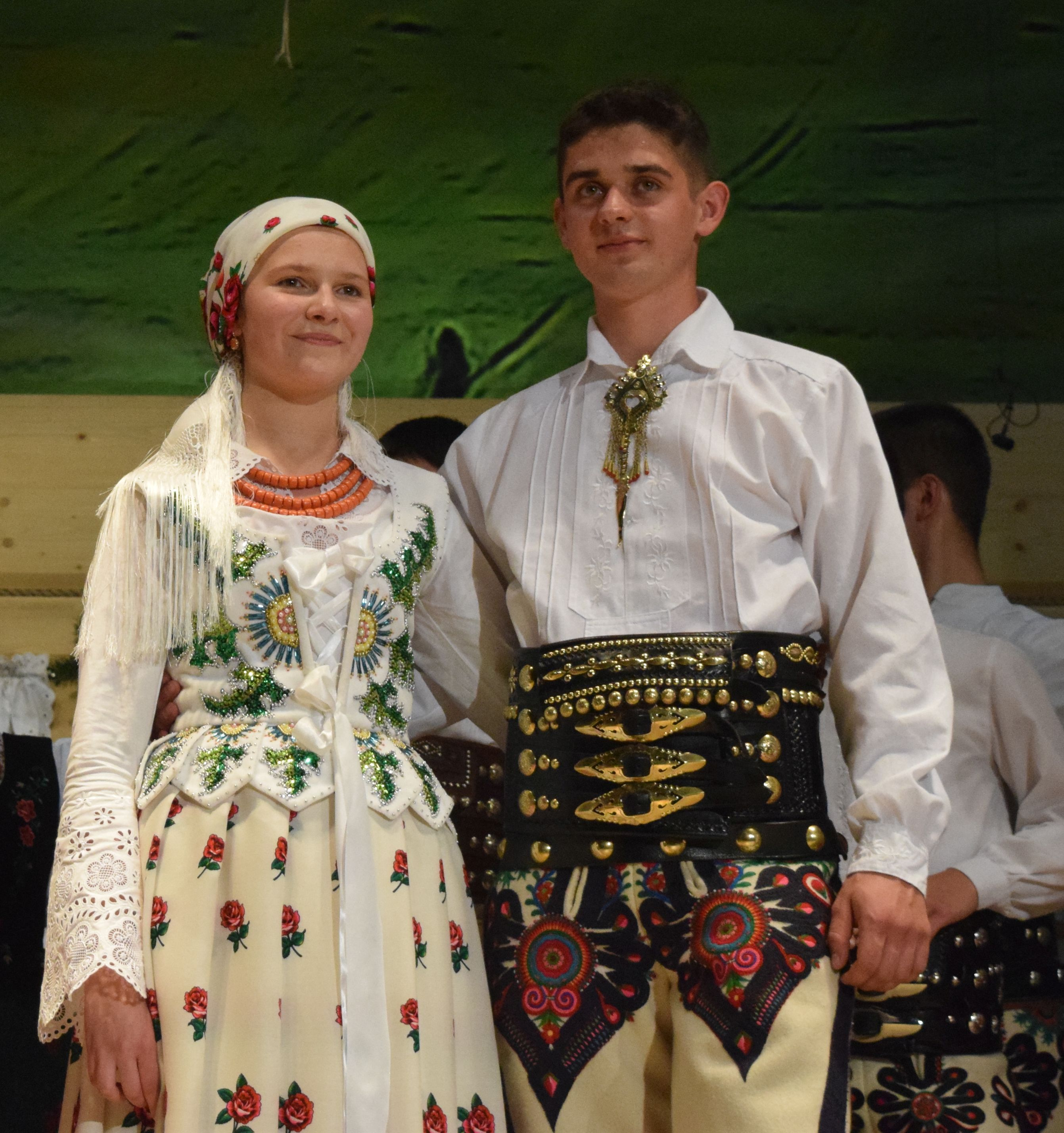
Trang phục dân gian từ vùng Podhale - nữ và nam; thiết kế hiện đại.

Trang phục dân gian từ vùng Podhale - trang phục được mặc bởi người vùng cao (Goral) ở Ba Lan thuộc dãy núi Tatra, vùng Podhale. Không giống như các nhóm khu vực khác ở Ba Lan, người Tây Nguyên từ Podhale mặc trang phục truyền thống (hoặc các yếu tố của nó) hàng ngày. Loại trang phục này được coi là một trong những trang phục dân tộc Ba Lan.

## Trang phục nam
Các yếu tố quan trọng nhất của trang phục nam là: quần dài (portki) và áo khoác (cucha) làm từ vải len rộng, áo vest da (serdak), giày da đanh (kierpce) và thắt lưng (trzos, opaska), áo sơ mi (koszula) vải lanh nhà và một chiếc mũ phớt màu đen.

## Trang phục nữ
Trang phục nữ đã được thay đổi trong suốt thế kỷ 19 và 20 và giữa thế kỷ 19 bao gồm một chiếc áo sơ mi có tay áo rộng, corset trang trí làm bằng vải, váy rộng có họa tiết hoa, tạp dề muslin (fartuch), bốt với đế cao, nữ trang hoặc dây chuyền san hô quanh cổ và một chiếc khăn muslin (hoặc tybet, hoặc len) đeo trên đầu hoặc trên vai. Phụ nữ cũng mang loại giày giống như đàn ông - kierpce. 

## Hình ảnh

Quần áo nam truyền thống từ vùng Podhale
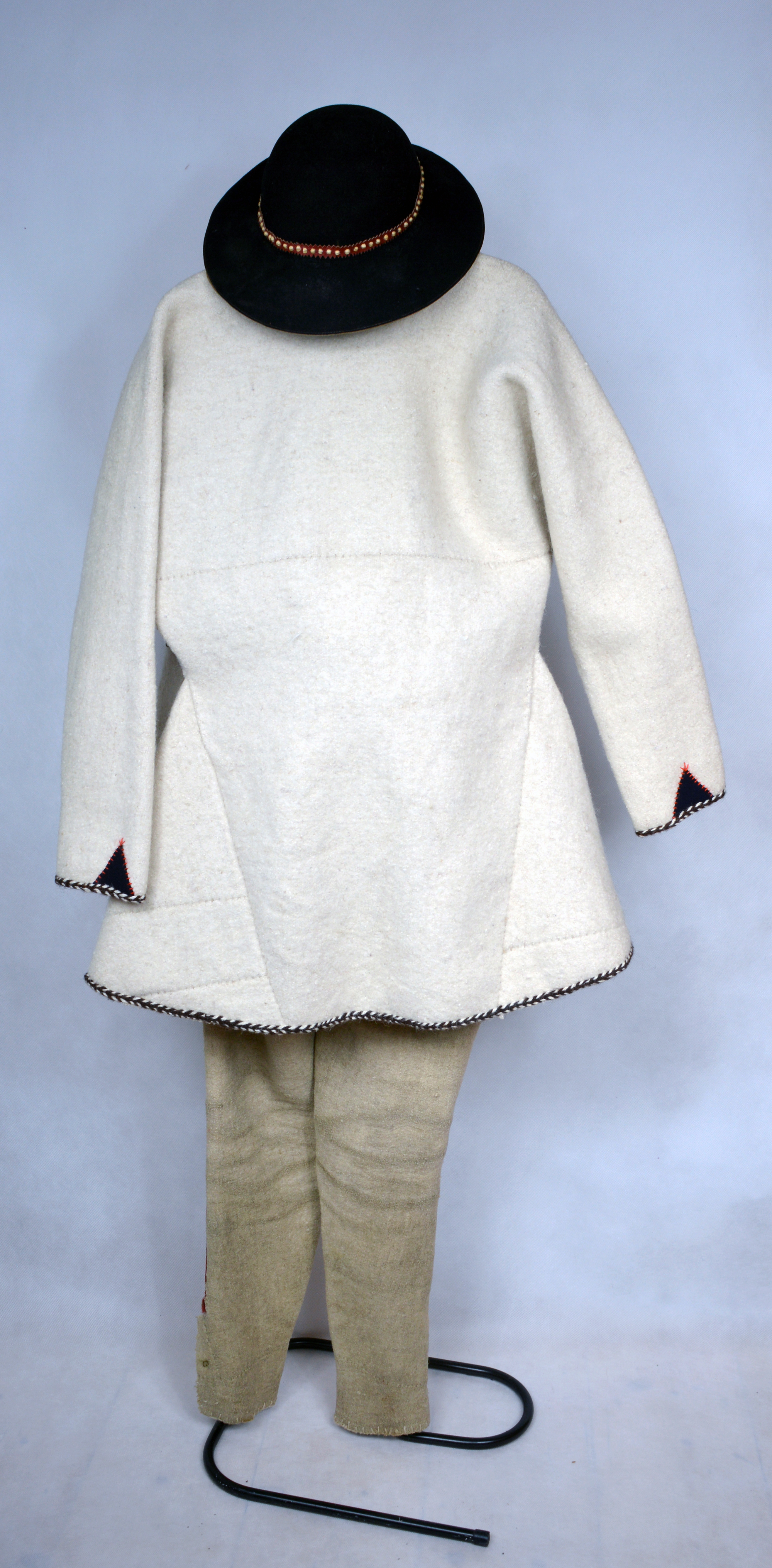
Trang phục truyền thống của người nam từ vùng Podhale - mặt sau, với một chiếc mũ (từ bộ sưu tập của Bảo tàng Tatra) - mặt sau.
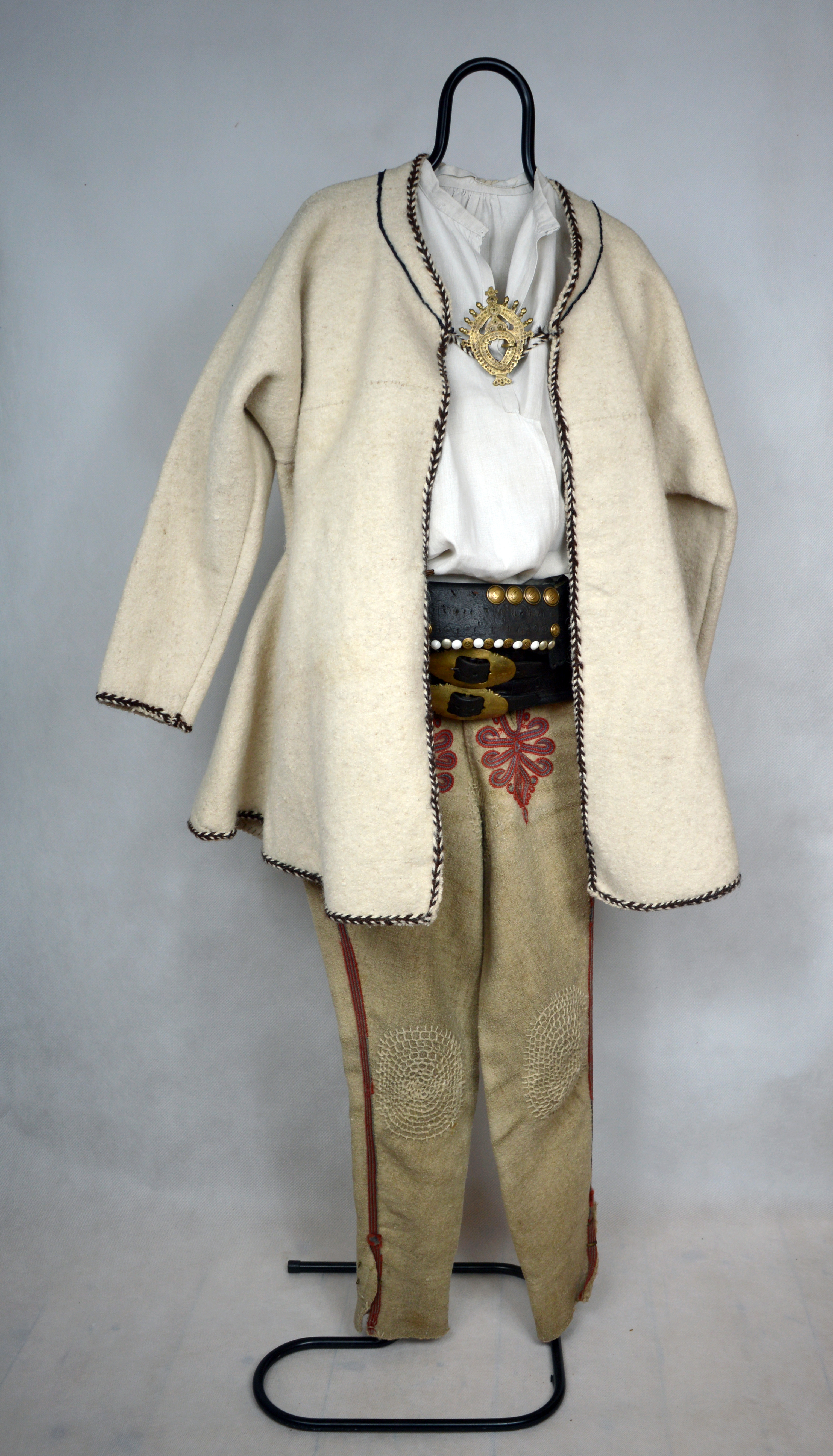
Trang phục truyền thống của người nam từ vùng Podhale (từ bộ sưu tập của Bảo tàng Tatra) - mặt trước.
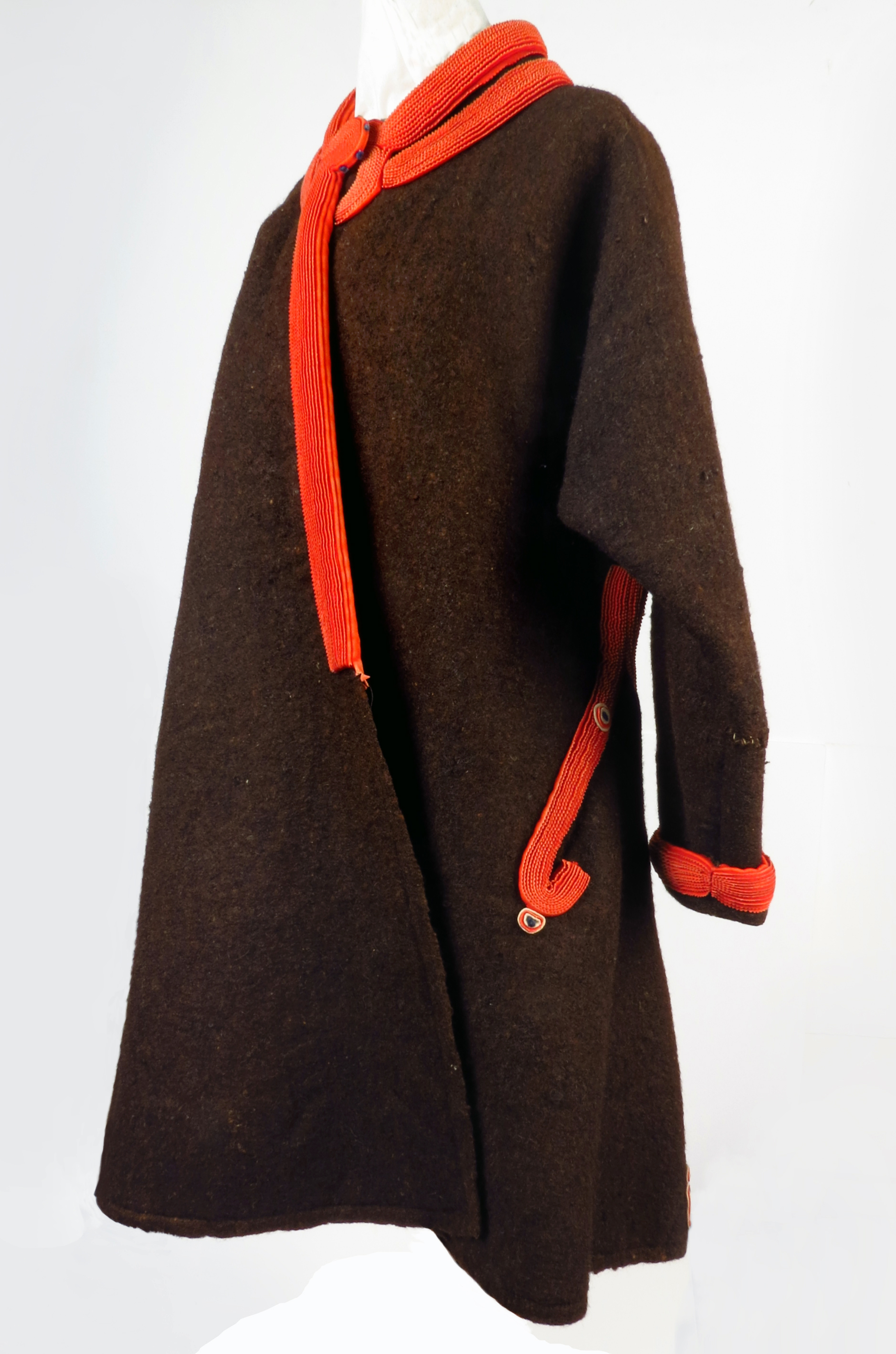
Áo khoác của người nam truyền thống ('gunia', 'cucha') từ vùng Podhale (từ bộ sưu tập của Bảo tàng Tatra)
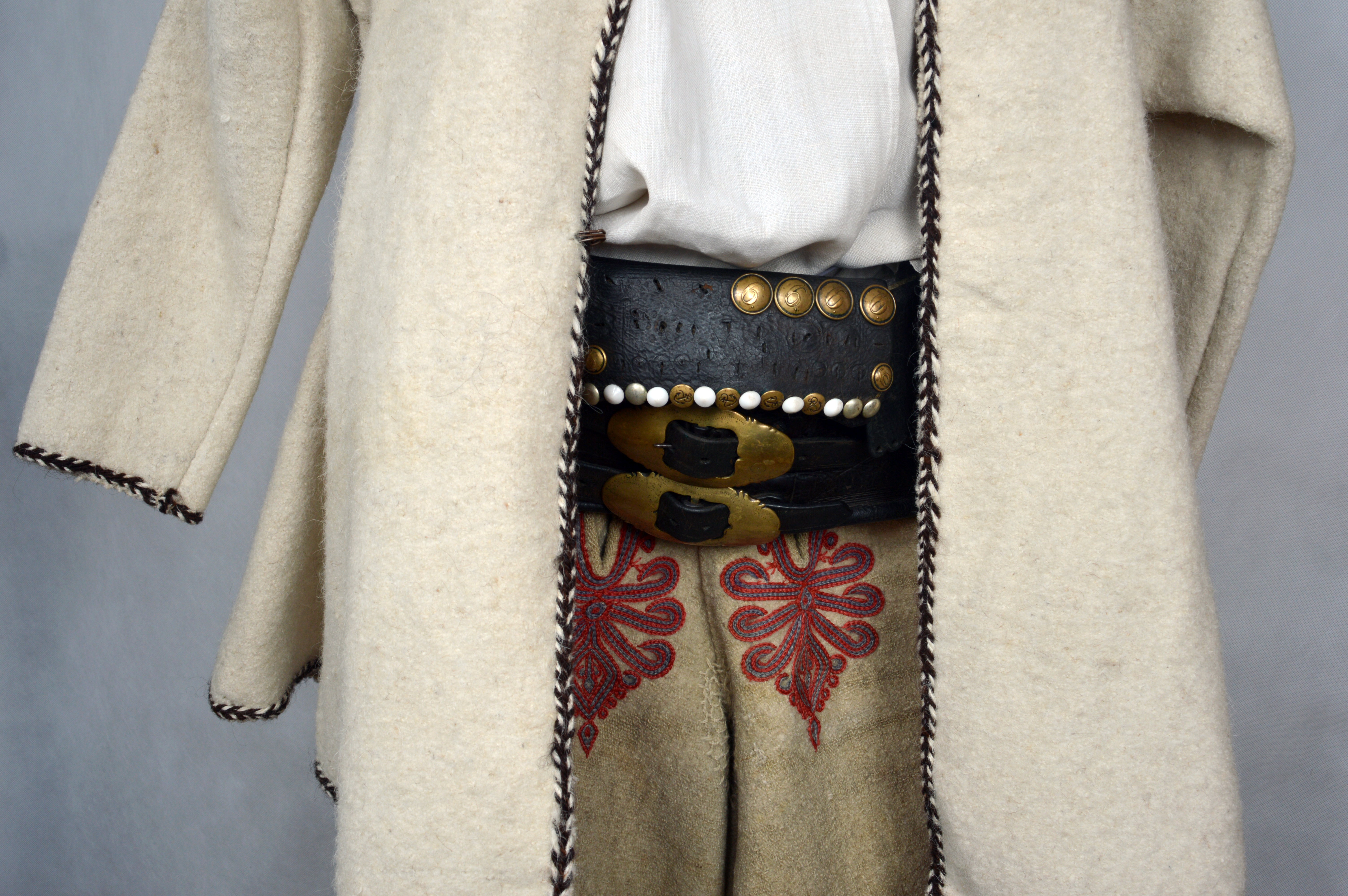
Chi tiết về trang phục của người nam từ vùng Podhale: thắt lưng truyền thống và thêu 'parzenica' trên quần.

Quần áo phụ nữ truyền thống từ vùng Podhale
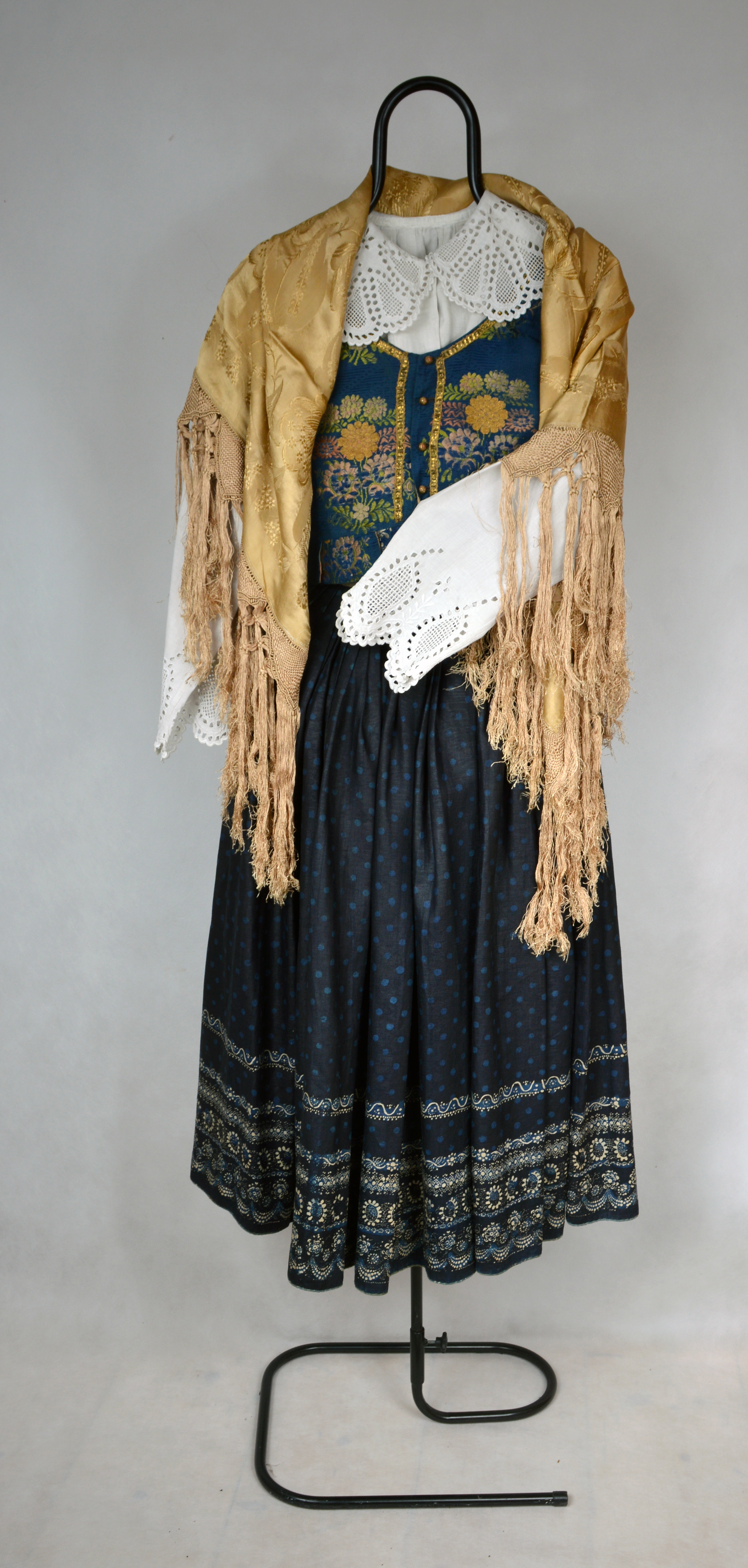
Trang phục truyền thống của người nữ từ vùng Podhale (từ bộ sưu tập của Bảo tàng Tatra ở Zakopane) - mặt trước.
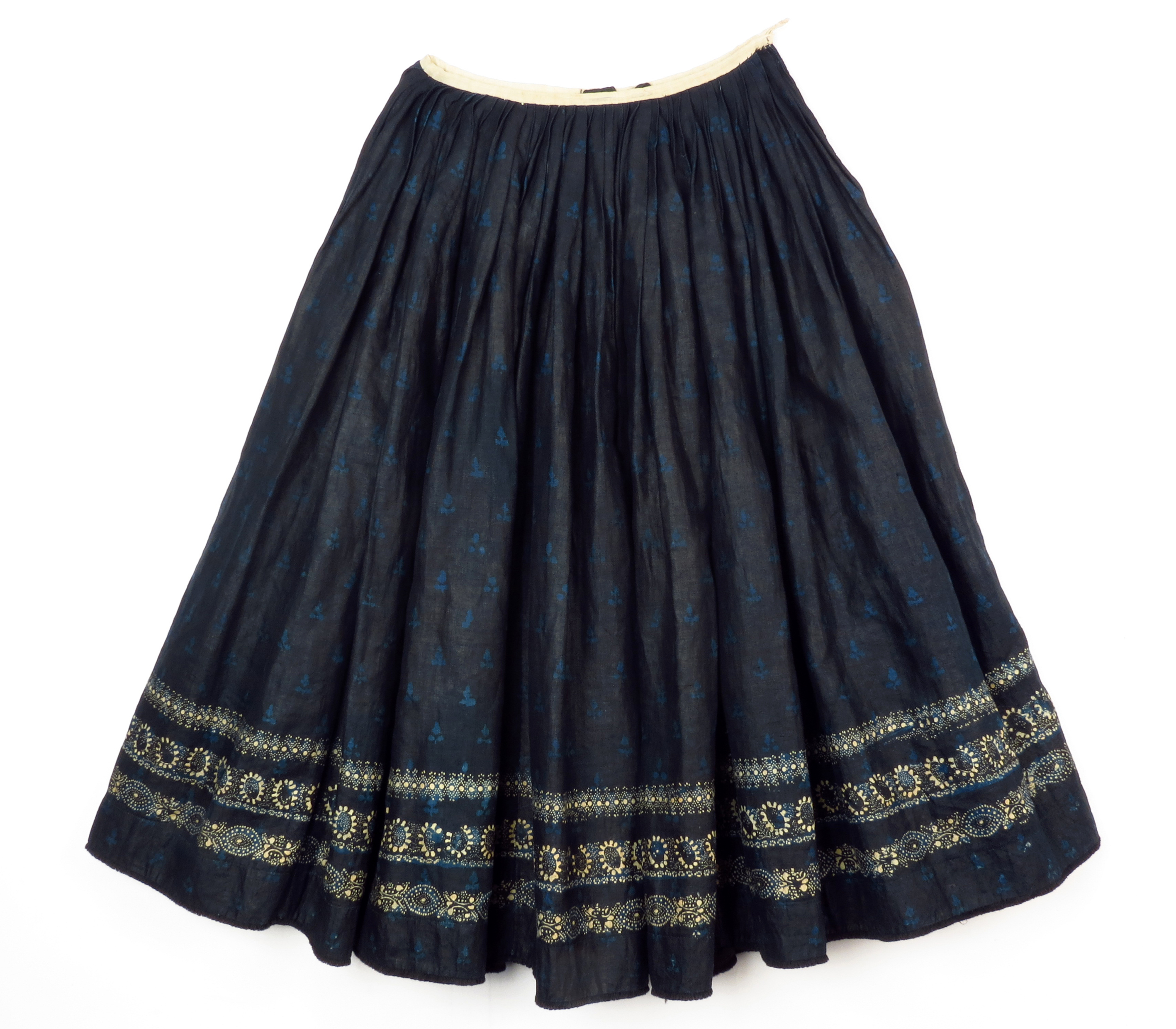
Váy truyền thống từ vùng Podhale (từ bộ sưu tập của Bảo tàng Tatra ở Zakopane)
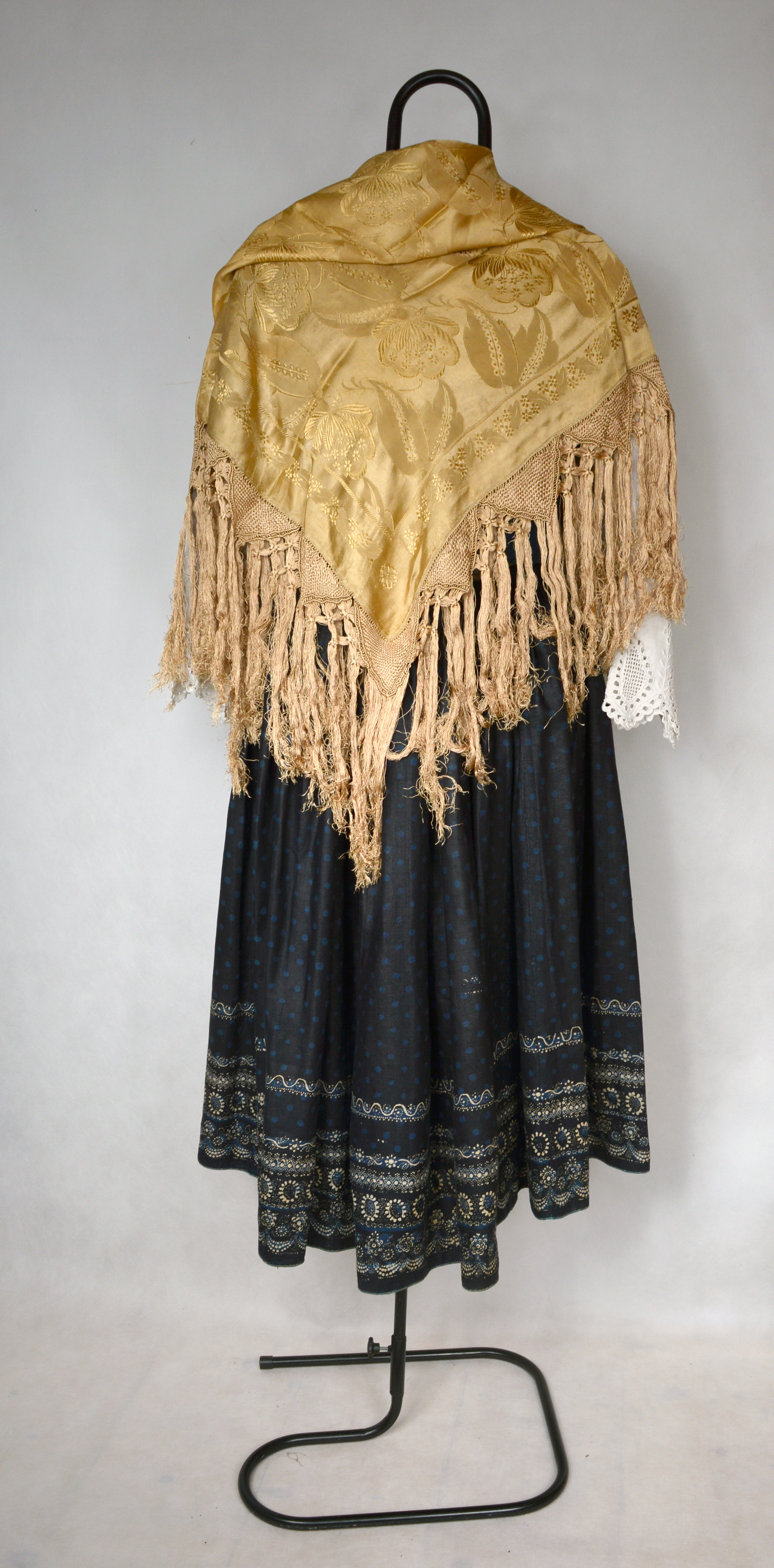
Trang phục truyền thống của phụ nữ từ vùng Podhale (từ bộ sưu tập của Bảo tàng Tatra) - mặt sau.
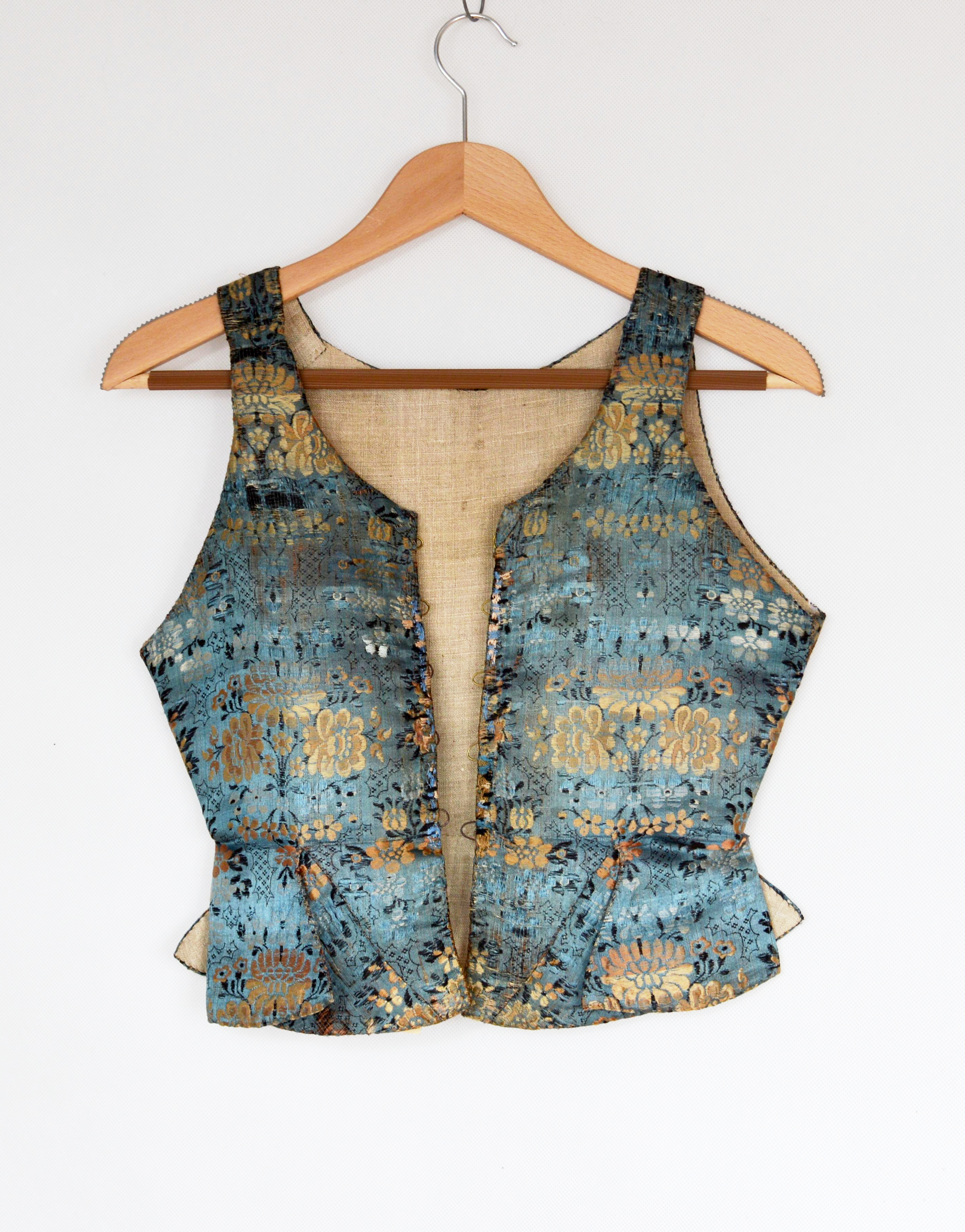
Áo corset truyền thống của phụ nữ - Vùng Podhale (từ bộ sưu tập của Bảo tàng Tatra).